# Młyn w Bolesławcu
Młyn w Bolesławcu – nieistniejący młyn wodny nad Prosną wybudowany w XVII w., spalony w 2007 r. Znajdował się w Bolesławcu, w powiecie wieruszowskim, w województwie łódzkim.

## Opis
Młyn był drewnianym budynkiem trzykondygnacyjnym, z dachem dwuspadowym, którego pokrycie ulegało zmianom. Był usytuowany częściowo na palach nad wodą, a częściowo na podmurowaniu na lądzie. Jego wyposażenie ulegało kolejnym modernizacjom. W okresie międzywojennym posiadał koło wodne podsiębierne i dwie pary kamieni francuskich oraz drewniane urządzenia wodne (jaz, podgródki, zastawki i upust). Moc przemiałowa młyna w tym okresie wynosiła ok. 3 t zboża na dobę. W 1938 r. zastąpiono kamienie młyńskie dwiema parami walców, a w okresie okupacji hitlerowskiej (lub wcześniej) w młynie zainstalowano turbinę wodną. 

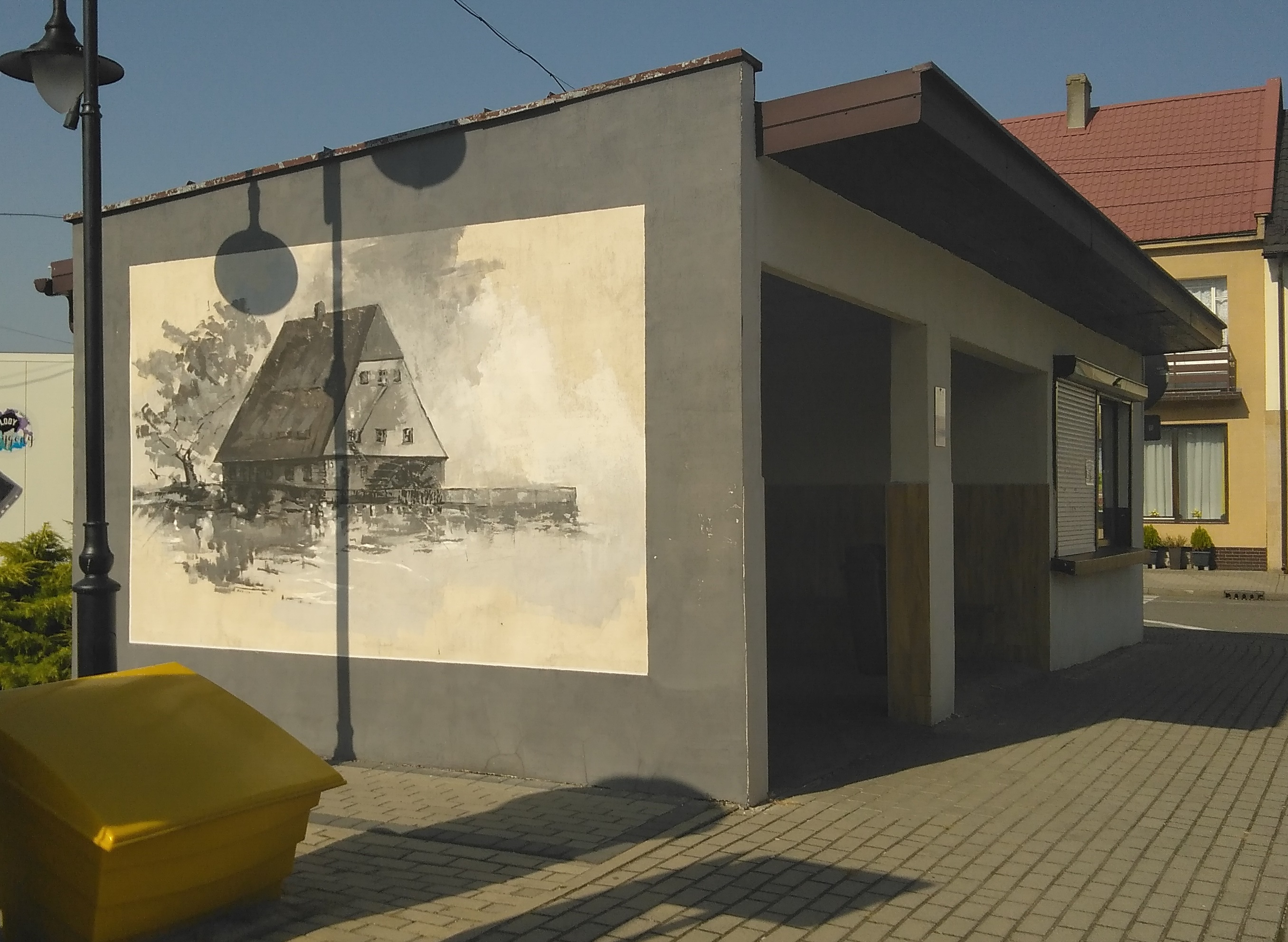
Mural w Bolesławcu upamiętniający spalony młyn (2024).

## Historia
Młyny wodne nad Prosną w tej lokalizacji wymieniane były w dokumentach źródłowych od XVI w. Pracowały one na użytek pobliskiego zamku. Prawdopodobnie w XVII w. wybudowano ostatni z nich, zachowany do 2007 r. Według tradycji król Stanisław Leszczyński, przebywając w młynie w Bolesławcu, dowiedział się o wyniku bitwy pod Połtawą (1709). W latach 80. XVIII w. młyn przeszedł generalny remont. Po II rozbiorze Polski został upaństwowiony przez zaborcę. Funkcję młynarzy pełnili: Krystian Rodzay, następnie jego spadkobierca Daniel. W XIX i na początku XX w. młyn, z uwagi na strategiczne położenie przy granicy zaborów pruskiego i rosyjskiego, był miejscem częstego stacjonowania funkcjonariuszy straży granicznej. Z XIX w. pochodzi litograficzny wizerunek młyna w Bolesławcu autorstwa Napoleona Ordy. Pracujący w Bolesławcu młynarze pochodzenia niemieckiego działali przeciwko ludności polskiej w okresie walk o niepodległość zarówno w okresie zaborów, jak i w okresie II wojny światowej. W okresie PRL młyn był czynny do 1964 r. Po unieruchomieniu młyna istniał plan utworzenia w jego pomieszczeniach Oddziału Młynarstwa Muzeum Techniki w Warszawie, który jednak nie został zrealizowany. Obiekt został zaadaptowany na potrzeby hotelu i restauracji.

## Pożar
7 lutego 2007 r. doszło do pożaru, w wyniku którego młyn spłonął. Budynek był wówczas użytkowany jako siedziba hotelu i restauracji. Jego wartość szacowana była na ok. 2 mln zł. Był ceniony jako zabytek architektury przemysłowej i wymieniany jako atrakcja turystyczna Bolesławca. W wyniku pożaru śmierć poniosły trzy osoby, a budynek młyna uległ zniszczeniu. Zachował się fragment fundamentu i pale w wodach Prosny, a także drewniane koło wodne. 